# North Sea Link
North Sea Link — электрокабель, соединяющий Британию и Норвегию; самый длинный в мире электрокабель, его протяженность составляет 725 км.

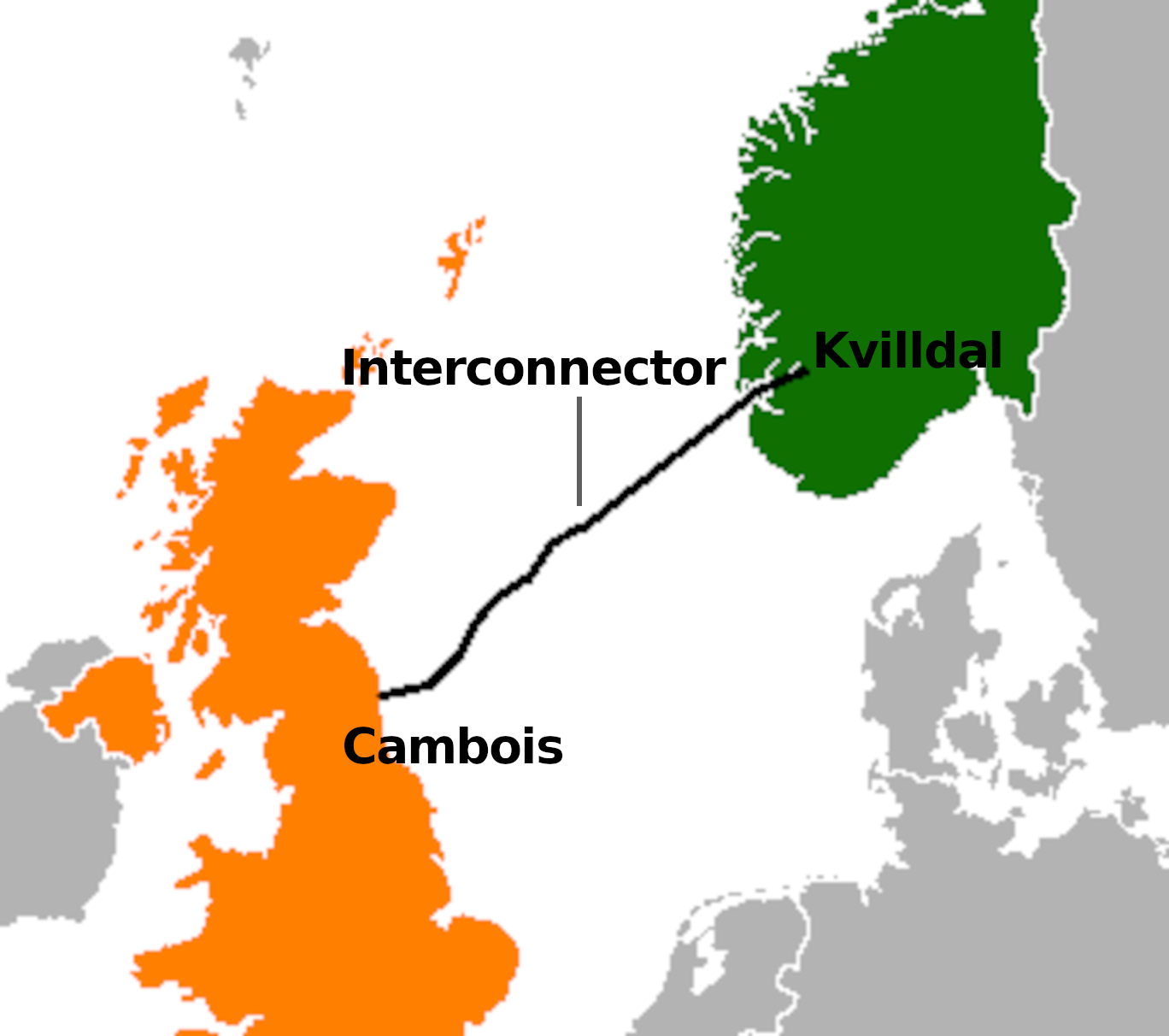
Карта прокладки кабеля

Введен в эксплуатацию 1 октября 2021 года. Прокладка кабеля заняла 6 лет.
Кабель проложен по дну Северного моря, и соединяет город Блит на севере Англии с деревней Квиллдал Норвегии.
Заявлено, что при полной мощности в 1400 мегаватт кабель сможет снабжать электроэнергией 1,4 млн домов.
В компаниям National Grid и Statnett обошелся в €1,6 млрд, и поможет сократить к 2030 году выбросы двуокиси углерода на 23 млн тонн.
Помимо North Sea Link, Британию уже соединяют с континентом (Бельгией, Францией и Нидерландами) четыре подводных кабеля. National Grid рассчитывает, что к 2030 году до 90 % импортируемой таким образом электроэнергии будет поступать из источников с нулевым выбросом двуокиси углерода.
Выработка электроэнергии на гидроэлектростанциях Норвегии и ветряных турбинах Британии зависит от погодных условий и запросов потребителей, и благодаря кабелю NSL электричество может экспортироваться из Британии в Норвегию, когда спрос падает, а выработка на ветряных электростанциях высока, или, при других обстоятельствах, передаваться в обратном направлении.